# Овечко, Геннадий Алексеевич
Геннадий Алексеевич Овечко (род. 14 июня 1967, Николаев, Украинская ССР) — российский дипломат. Чрезвычайный и полномочный посол (2018).

## Биография
Окончил Московский государственный институт международных отношений (МГИМО) МИД СССР (1989). На дипломатической работе с 1989 года. Владеет японским и английским языками.
В 1989—1993 годах — дежурный референт, атташе Генерального консульства России в Осаке (Япония).
В 1993—1996 годах — атташе, третий секретарь, второй секретарь Департамента Азиатско-Тихоокеанского региона МИД России.
В 1996—2001 годах — второй секретарь Посольства России в Японии.
В 2001—2004 годах — первый секретарь, советник Второго департамента Азии МИД России.
В 2005—2008 годах — советник Посольства России в Японии.
В 2008—2011 годах — советник-посланник Посольства России в Японии.
В 2011—2013 годах — посол по особым поручениям МИД России, старшее должностное лицо России в форуме «Азиатско-тихоокеанское экономическое сотрудничество» (АТЭС).
С марта 2013 по февраль 2014 года — советник-посланник Посольства России в Японии.
С 17 февраля 2014 по 5 декабря 2019 года — постоянный представитель Российской Федерации при Всемирной торговой организации (ВТО) в Женеве.
В 2019—2024 годах — советник-посланник Посольства России в Японии. Одновременно в 2022—2024 годах — временный поверенный в делах России в Японии.
С 10 июня 2024 года — директор Департамента по работе с соотечественниками за рубежом МИД России.

## Дипломатический ранг
- Чрезвычайный и полномочный посланник 2 класса (21 октября 2010)[5].
- Чрезвычайный и полномочный посланник 1 класса (8 мая 2013)[6].
- Чрезвычайный и полномочный посол (3 сентября 2018)[7].

## Награды
- Орден Дружбы (25 июля 2013) — За большой вклад в реализацию внешнеполитического курса Российской Федерации и многолетнюю плодотворную работу[8].

## Семья
Женат, имеет сына.